# Рожепи
Роже́пи — село в Україні, у Северинівській сільській громаді Жмеринського району Вінницької області.

## Історія
12 червня 2020 року, розпорядженням Кабінету Міністрів України № 707-р «Про визначення адміністративних центрів та затвердження територій територіальних громад Вінницької області», село увійшло до складу Северинівської сільської громади.
19 липня 2020 року, в результаті адміністративно-територіальної реформи та ліквідації Жмеринського району (1923-2020), село увійшло до складу новоутвореного Жмеринського району.

## Населення

### Мова
Розподіл населення за рідною мовою за даними перепису 2001 року:
| Мова       | Відсоток |
| ---------- | -------- |
| українська | 93,8%    |
| російська  | 6,2%     |

Коли їхати в бік міста Бар, видно, що з лівої сторони авто дороги знаходиться невелике село Рожепи. Місцевість його має нахил до річки Думки, яка бере початок за сусіднім селом Лука-Барська. Річка Думка на Рожепських долинах утворює три стави: верхній, середній з риборозплідником і нижній «Іваново». Очеретяна та рогозяна рослинність берега, мулисто-болотисте дно сприяють розвитку карася, коропа, лина та інших риб, гніздуванню водоплавної птиці. Північно-західна частина села впирається в Рожепське лісове урочище, колись багате на мисливського звіра. Паралельно річці Думці протікає струмок, який утворює широку заплавну долину, густо вкриту вільховиною. Струмок зливається з річкою. У сімдесятих роках минулого століття в долині струмка добували торф. У місцях його виїмки розвелася дика риба.
Неподалік від струмка знаходиться Сорокопудове мисливське угіддя, одне з найбагатших в окрузі. Тут водились дикі кабани, козулі, борсуки, лисиці, зайці. В обох лісових угіддях у літній сезон можна зустріти любителів тихого полювання — збирачів лісових ягід ти грибів. Природа щедро оточила село з усіх його боків: на південній стороні росте ліс «Косовець», а Стодулецькі стави, пасовиська і поля впритул межують із селом. Стави сприяють розведенню гусей, качок.
Люди ведуть розмірений, неквапливий спосіб життя, працюють у місцевій комплексній бригаді, що має польову сівозміну, тракторну бригаду, свиноферму і невелике стадо великої рогатої худоби. Колись овочева Рожепська бригада була відома в усьому районі. її очолював І. С. Бевз. Комплексною бригадою десятиліттями керував вмілий і поміркований господарник О. О. Андронюк. Село Рожепи з усіма виробничими підрозділами підпорядковувалось колгоспу імені Першого Травня села Стодульці. У Рожепській бригаді в 60-70-ті роки були збудовані два тваринницьких приміщення, тракторна майстерня і тракторний стан, вагова, дитячий садок, висипані місцевим щебенем внутрішньогосподарські дороги, пізніше збудовано сільський клуб, лазню. Між селами Стодульці і Рожепи велось трудове суперництво по всіх напрямках колгоспного виробництва. Незважаючи на різний ґрунтовий кадастр землі, трударі села Рожепи мало чим поступалися Стодульцям. А тракторист Володимир Шейко був першим механізатором серед обох тракторних бригад. Справно несли свій трудовий обов'язок брати Черкіси — Василь та Іван. Один керував тваринницьким господарством, а другий тут був кваліфікованим спеціалістом ветеринарної справи. Пізніше він виїхав до дочки в Сполучені Штати Америки, де займається приватною ветеринарією. Безкорисливо служив людям колгоспний комірник Яким Грабчак. Рибовода І. Бульбу селяни любовно звали Іванко. З роками набув визнання бригадир тракторної бригади Микола Посесор.
З далеких панських часів збереглися і продовжують використовуватись господарські приміщення. Вони знаходяться, не як завжди на самому підвищеному місці в селі, а, навпаки, поближче до ставкової води, біля греблі середнього ставу і риборозплідника. За твердженнями рожепчан, господар побудував цей двір, що мав компактну продуману будову із закритим зерновим током і просторою високою коморою для зберігання і переробки зерна. Він закривався міцною залізною брамою, вмонтованою у кам'яні стіни будови. З усіх боків двору прибудовані до зернового току і комори допоміжні приміщення для утримання свиноматок і свинопоголів'я, конюшня, вівчарня і ще одне додаткове приміщення. Невелика панська контора теж знаходиться поблизу господарського двору.
Добре продумана система риборозплідника. З основної греблі середнього ставу по лотку постійно тече вода в мілкі, добре прогріті місця нересту коропа. З нерестилища мальок попадає в сажавку для доростання. Дорослий мальок продавали і використовували для зарибнення всього ставкового господарства ТОВ «Платан» села Стодульці і села Рожепи. Рибне господарство обох сіл завжди було прибутковим. Хоча до села Рожепи з міста Жмеринки 30 кілометрів, любителі порибалити долають їх, незважаючи на високу ціну бензину.

Які історичні відомості вдалося зібрати про минуле села? Михайло Грушевський в книзі «Барське старостатство» пише:
Радзеповцы теперь Ражепы на реке Думке выше села Лопатинец, отобранные в 1591 году у своих владельцев детей какого-то dustor tartarns пожалованы в 1591 году Зацвеловскому.
Той же автор у цій книзі на сторінці 49, з'ясовуючи за село Слобода (біля с. Лука-Барська), вказує, що вона знаходиться недалеко сіл Петрані і Родзеповці, поставлена дата 1447 рік. З цього запису можна зробити висновок, що село Родзеповці існувало в 1447 році, а можливо, і значно раніше до цієї письмової згадки Михайла Грушевського. У списку поселень Барського старостатства до кінця XVI століття записані наступні міста і села теперішнього Жмеринського району: місто Межирів, села: Біликівці, Головченці, Молохов (Северинівка), Коростівці, Кудівці (Кудіївці), Курилівці, Лопатинці, Петранівці (Ромна), Родзеповці (Рожепи), Сербинівці (Куманівка, Радулівці), Стодульці. Це перші поселення, підпорядковані Барській замковій зверхності. Установити, звідки і чому така назва села, мені не вдалось. Цікавий запис зроблений Михайлом Грушевським:
Громада владеет необработанными землями, находящимися в общем пользовании (лесами, сеножатиями) считает вправе распоряжаться ими без разрешения „зверхности“ (местного помещика владельца с. Радзеповцы). Продает ее священику Дасковичу „вечными часами“ находящийся в держании Славинской, которыми она пользовалась с 1593 года.
Як бачимо, громада села вступила в майнову суперечку із місцевою землевласницею і не без допомоги священнослужителя, на основі тодішньому майнового права їй вдалося виграти справу. Такі перемоги селянам вдавались дуже рідко. Для підтримки військової справи в барському замку шляхтичі Словінські з с. Родзеповці зобов'язані посилати двох споряджених коней зі старостою барським при потребі. Збирався загін у 24 вершники (озброєних). Таку честь мали села, що знаходились поблизу барського замку. Село і люди, ще жили тут, пройшли через всі історичні випробування з часу їх залюднення і до наших днів.
Сьогоднішнє село — одне з найвіддаленіших від районного центру м. Жмеринки (ЗО кілометрів), до м. Бар значно ближче — 12 кілометрів. У селі немає школи, навіть початкової, до 1975 року тут працювала неповна середня школа, її закрили через відсутність дитячого контингенту. Директором школи був Григорій Гнатович Посвалюк. Він і його сім'я тепер проживають у колишньому приміщенні школи. Діти села рейсовим автобусом підвозяться до Луко-Барської середньої школи сусіднього Барського району. Жителі села за рахунок присадибних ділянок і ведення домашнього господарства будують свою сімейну економіку. Отримані земельні паї вони віддали в тимчасову оренду товариства «Платан» с. Стодульці. Господарство «Платан» — одне з найкращих господарств Жмеринського району, хоч і йому в таких умовах зводити кінці з кінцями дуже непросто. Але життя вимагає знаходити шляхи подолання виникаючих труднощів у державі і кожному селі.